# Manuel Longares
Manuel Longares (Madrid, 27 de agosto de 1943) es un escritor español.

## Biografía
Manuel Longares nació en Madrid, en la calle de Alcalá esquina a Conde de Peñalver. Se educó en el colegio Nuestra Señora del Pilar de Madrid. Estudió Derecho en la Universidad Complutense; se tituló en Periodismo por la Escuela Oficial y cursó estudios de Filología Hispánica. 
Como periodista trabajó en publicaciones como El Europeo, Nuevo Diario, Diario 16 o Cambio 16. Fue redactor jefe de los suplementos literarios de El Mundo y de El Sol. Durante más de dos años (2001-2003) colaboró semanalmente como articulista en la sección de «Madrid» del diario El País. En 2004 recibió el Premio Mesonero Romanos de periodismo por sus colaboraciones en El País.
Ha publicado las novelas: El enfermo (1964), el ciclo titulado «La vida de la letra» (integrado por La novela del corsé, 1979; Soldaditos de Pavía, 1984, y Operación Primavera, 1992), No puedo vivir sin ti (1995), Romanticismo  (2001) —Premio de la Crítica de narrativa castellana—, Nuestra epopeya (2006) —por la que en 2008 recibió el Premio Ramón Gómez de la Serna de narrativa—, Los ingenuos (2013), El oído absoluto (2016) y Sentimentales (2018). También ha publicado varios libros de relatos: Apariencias (1992), Extravíos (1999), La ciudad sentida (2007), Las cuatro esquinas (2011) y Cuentos (2017). Con Las cuatro esquinas obtuvo el Premio Libro del Año otorgado por el Gremio de Libreros de Madrid y el I Premio Francisco Umbral al Libro del Año, premio que pretende convertirse en un equivalente a lo que representa el premio Goncourt en las letras francesas: la referencia que señala la mejor obra de narrativa publicada durante el último año en español.
Ha traducido del catalán el libro de sonetos de J. V. Foix, Sol i de dol (Solo y dolido, 1993), y es también autor de varios ensayos. 
Su novela Romanticismo,  amplio fresco sobre la burguesía madrileña del barrio de Salamanca durante la Transición española, le entronca, por su manera de concebir la novela, con Cervantes, Galdós, Dickens o Dostoyevski. Su figura y obra guarda afinidades con la de Juan Eduardo Zúñiga, con el que comparte su pasión por Madrid, ciudad que retratan con una gestualidad expresionista que emparenta a estos autores con retratistas de la ciudad del estilo de Quevedo, Baroja, Valle-Inclán, Ramón Gómez de la Serna o el Max Aub de La calle de Valverde.

## Homenajes
En 2023 depositó en la Caja de las Letras de la sede del Instituto Cervantes en Madrid un legado. Ese mismo día se presentó un número de la revista Barcarola dedicado a su figura.

## Obras

### Novela
- El enfermo (1964)
- La novela del corsé (1979)
- Soldaditos de Pavía  (1984)
- Operación Primavera (1992)
- No puedo vivir sin ti (1995)
- Romanticismo (2001), Premio de la Crítica de narrativa castellana
- Nuestra epopeya (2006)
- Los ingenuos (2013)
- El oído absoluto (2016)
- Sentimentales (2018)

### Relato
- Apariencias (1992)
- Extravíos (1999)
- La ciudad sentida (2007)
- Las cuatro esquinas (2011), Premio Francisco Umbral al Libro del Año
- Cuentos (2017)
- La escala social (2022)

### Ensayo
- Pío Baroja. Escritos de Juventud (1972)
- Azorín, el sacrificio de José Martínez (1973)
- Madrid, ida y vuelta (1989)
- La literatura del silencio (2002)

### Traducciones
- Solo y dolido, de J. V. Foix; traducción del catalán, 1993.

## Enlaces
- http://www.elboomeran.com/video/24/manuel-longares/playlist.xml/?789= Archivado el 4 de marzo de 2016 en Wayback Machine.
- http://www.elcultural.es/version_papel/LETRAS/13239/Manuel_Longares
- http://www.elpais.com/articulo/cultura/Mateo/destaca/poder/narrativo/Romanticismo/Manuel/Longares/elpepicul/20010129elpepicul_4/Tes
- http://cultura.elpais.com/cultura/2012/01/18/actualidad/1326892537_316059.html
- http://cultura.elpais.com/cultura/2013/09/09/actualidad/1378756281_807601.html?rel=mas
- http://cultura.elpais.com/cultura/2016/05/02/babelia/1462200720_118321.html